# 前导线缓冲结

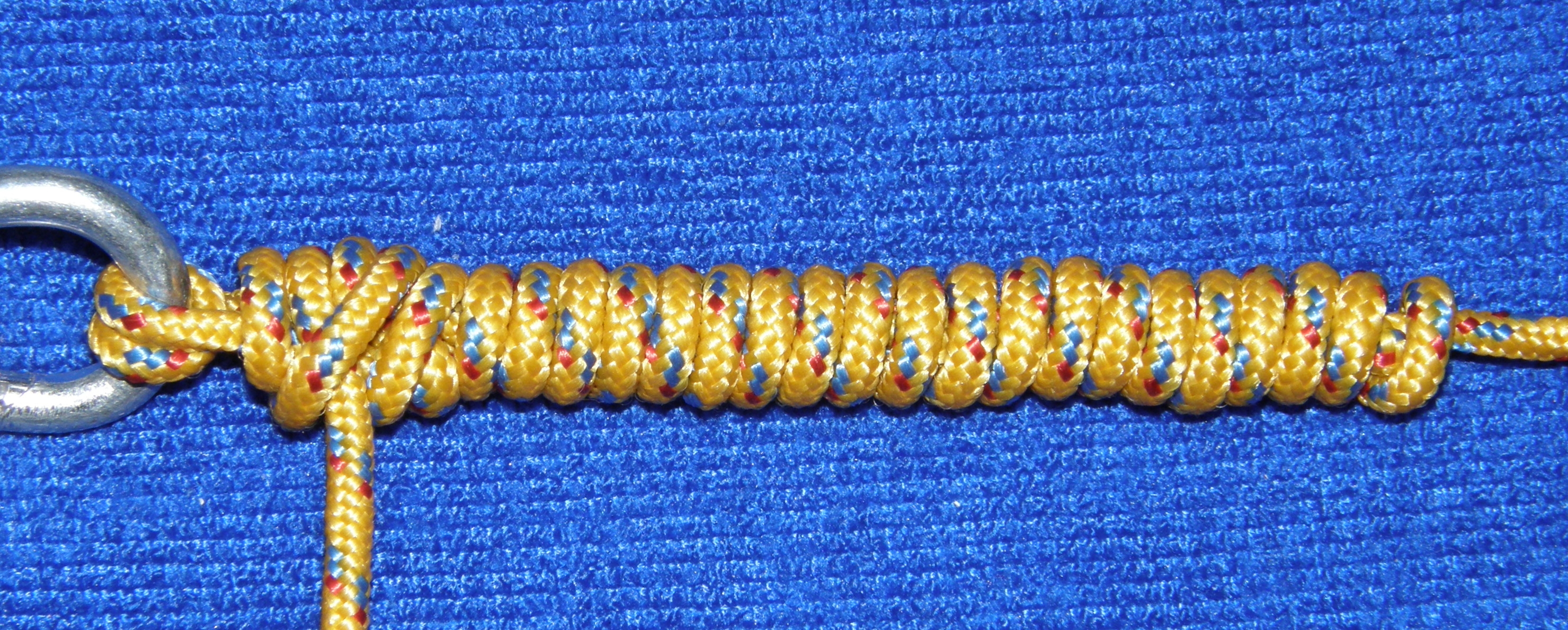
前导线缓冲结

前导线缓冲节（英語：Bimini twist）是用于海钓大鱼的一种结。前导线缓冲节的尾部制作了一个环，用于系鱼线、鱼钩等。
前导线缓冲节是用于绑线的结，它是一种罕见的结，并且不削弱线的韧性和作用。其主要作用是防止鱼线强度不够钓到大鱼之后鱼线被拉伤，现在用于渔业应用，材料是尼龙单丝和光谱类型编织线。